# 18768 Sarahbates
18768 Sarahbates este un asteroid din centura principală de asteroizi.

## Descriere
18768 Sarahbates este un asteroid din centura principală de asteroizi. A fost descoperit pe 10 mai 1999 la Socorro, New Mexico, în cadrul proiectului LINEAR. Asteroidul prezintă o orbită caracterizată de o semiaxă mare de 2,32 ua, o excentricitate de 0,13 și o înclinație de 4,6° în raport cu ecliptica.